# 백악기-고진기 경계

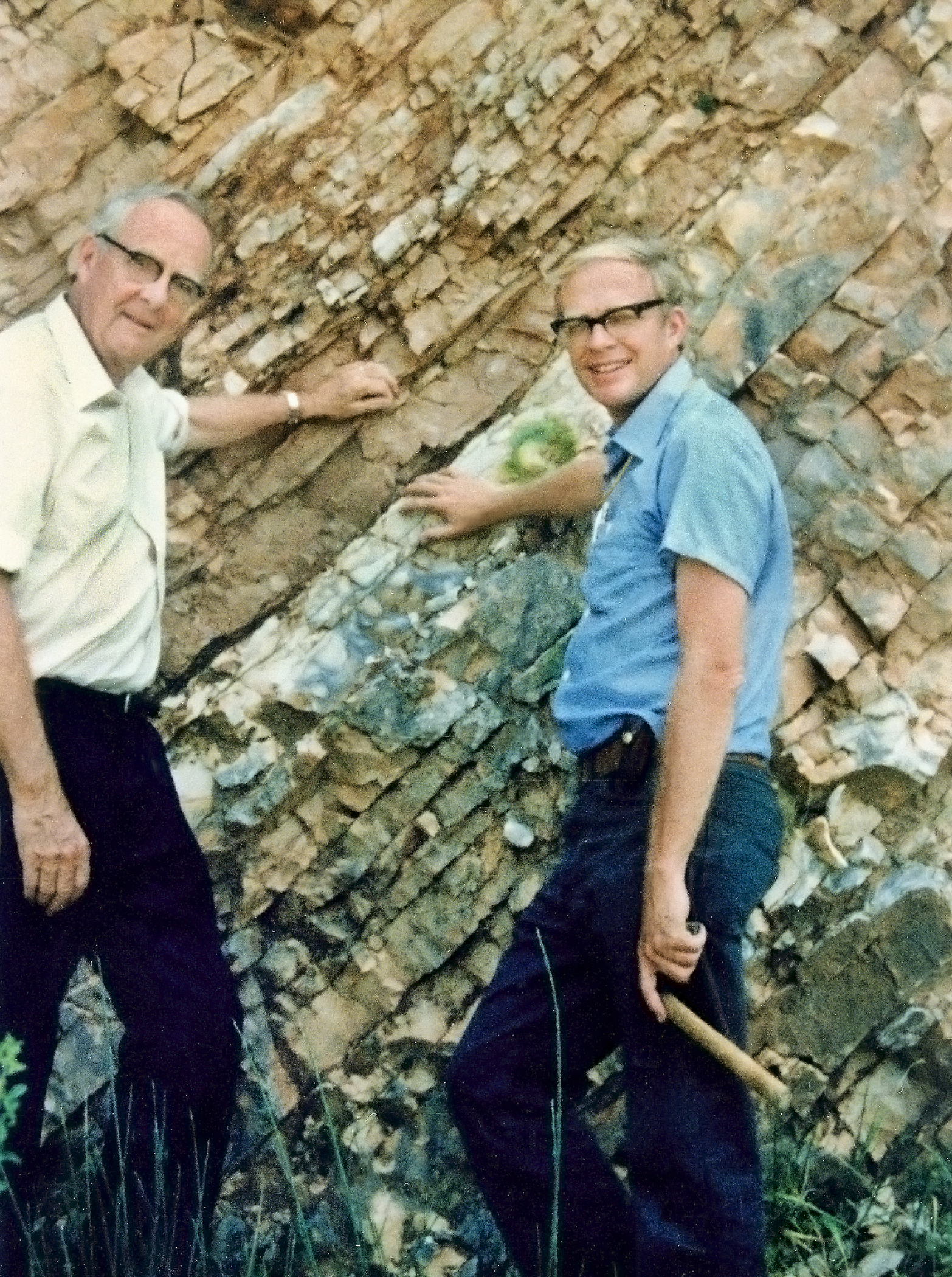

백악기-고진기 경계는 약 6천6백만년 전의 지층 경계를 말하며, 백악기와 고진기의 독일어 약자를 따서 K-Pg 경계라고도 한다.

## 개념
초기의 지구는 액체 상태였을 것으로 추정된다. 따라서 금(Au), 백금(Pt), 이리듐(Ir), 오스뮴(Os)등 과 같은 백금 원소나 우라늄(U) 같은 질량이 큰 물질은 지구의 내핵으로 모두 가라앉아서 지구상의 대부분의 암석에는 이리듐을 거의 포함하고 있지 않다.
따라서 지구상에서 대량으로 발견되는 대부분의 무거운 원소들은 지구가 생성된 뒤에 우주에서 운석으로 공급된 것이 대부분이라고 추정할 수 있다.
그러나 충격석영과 이리듐과 같은 백금족 금속들이 다량 발견되는 지층이 바로 K-Pg 경계선이다. 이는 다량의 운석충돌로 인해 생겨났을 것이라 추측된다.

## 꽃식물의 대멸종
과학자들은 여러 연구를 통해 백악기 말과 고진기 초 사이에 꽃식물들이 대규모 멸종을 겪었을 것이며 이에 따라 벌들도 같은 운명을 겪었을 것으로 보고 있다.

## 같이 보기
- 백악기-고진기 대량절멸

## 참고 자료
- 「지구환경 변화사와 해저자원」, 중생대 말 대멸종과 지구환경변화, 편집부 저, 한국해양연구소(1999년, 11~27p)
- 「세계가 주목하는 과학 대가설」, 고생물학자 데이비드 라우프(David Raup)와 잭 셉코스키(Jack Sepkoski), 야자와 사이언스 오피스 저, 김교훈 역, 가람기획(2003년, 120~131p)